# Alayotityus sierramaestrae
Espèce
Alayotityus sierramaestrae est une espèce de scorpions de la famille des Buthidae.

## Distribution
Cette espèce est endémique de la province de Santiago de Cuba à Cuba. Elle se rencontre dans la Sierra Maestra.

## Étymologie
Son nom d'espèce lui a été donné en référence au lieu de sa découverte, la Sierra Maestra.

## Publication originale
- Armas, 1973 : « Escorpiones del Archipielago Cubano. l. Nuevo genero y nuevas especies de Buthidae (Arachnida: Scorpionida). » Poeyana, no 114, p. 1-23.